# إيرول فاولر
إيرول فاولر (بالإنجليزية: Errol Fuller)‏ هو رسام ورسام توضيحي وكاتب بريطاني، ولد في 19 يونيو 1947 في بلاكبول في المملكة المتحدة.